# سام بیلی
سام بیلی (انگلیسی: Sam Bailey؛ زادهٔ ۲۹ ژوئن ۱۹۷۷) یک موسیقی‌دان است. وی از سال ۲۰۱۳ میلادی تاکنون مشغول فعالیت بوده‌است.
او در سال ۲۰۱۳ و در فصل دهم ایکس فاکتور بریتانیا اول شد .